# (1542) Schalén
(1542) Schalén es un asteroide que forma parte del cinturón de asteroides y fue descubierto el 26 de agosto de 1941 por Yrjö Väisälä desde el observatorio de Iso-Heikkilä, Finlandia.

## Designación y nombre
Schalén se designó inicialmente como 1941 QE.
Más adelante fue nombrado en honor del astrónomo sueco Carl Adam Wilhelm Schalén (1902-1993).

## Características orbitales
Schalén está situado a una distancia media del Sol de 3,095 ua, pudiendo alejarse hasta 3,45 ua. Tiene una inclinación orbital de 2,763° y una excentricidad de 0,1147. Emplea 1989 días en completar una órbita alrededor del Sol.